# Bastian Baker
Pour les articles homonymes, voir Baker.
Bastien Kaltenbacher, dit Bastian Baker, est un auteur-compositeur-interprète suisse, né le 20 mai 1991 à Lausanne.
Ses genres musicaux sont le pop, folk et rock. Son thème de prédilection est la « notion du temps qui nous échappe ».
Dès la saison 2020-2021, il rechausse les patins et s’engage avec le HCV Martigny, club suisse de hockey sur glace évoluant en MySports League. Sa priorité absolue reste cependant la musique, malgré l’ambition de décrocher un titre et une promotion.

## Biographie

### Enfance et jeunesse
Bastian Baker grandit à Villeneuve, dans le canton de Vaud. Il est le fils de Bruno Kaltenbacher, ancien joueur de hockey suisse, et de Magali, institutrice à l’école primaire de Villeneuve. Il a une sœur. 
Dès son enfance, il s'intéresse à la musique. Il chante dans un chœur d'école à Villeneuve et réalise ses premiers solos. D'abord voué à une carrière de hockeyeur, il se réoriente fin 2010 dans la musique. Patrick Delarive, le père d'une amie, le découvre lors de l'anniversaire de celle-ci. Convaincu du talent de Bastian, il lui propose de devenir son producteur. Fin 2011, le jeune homme arrête donc sa carrière de hockeyeur et ses études à l'Université de Lausanne.

### Carrière de chanteur

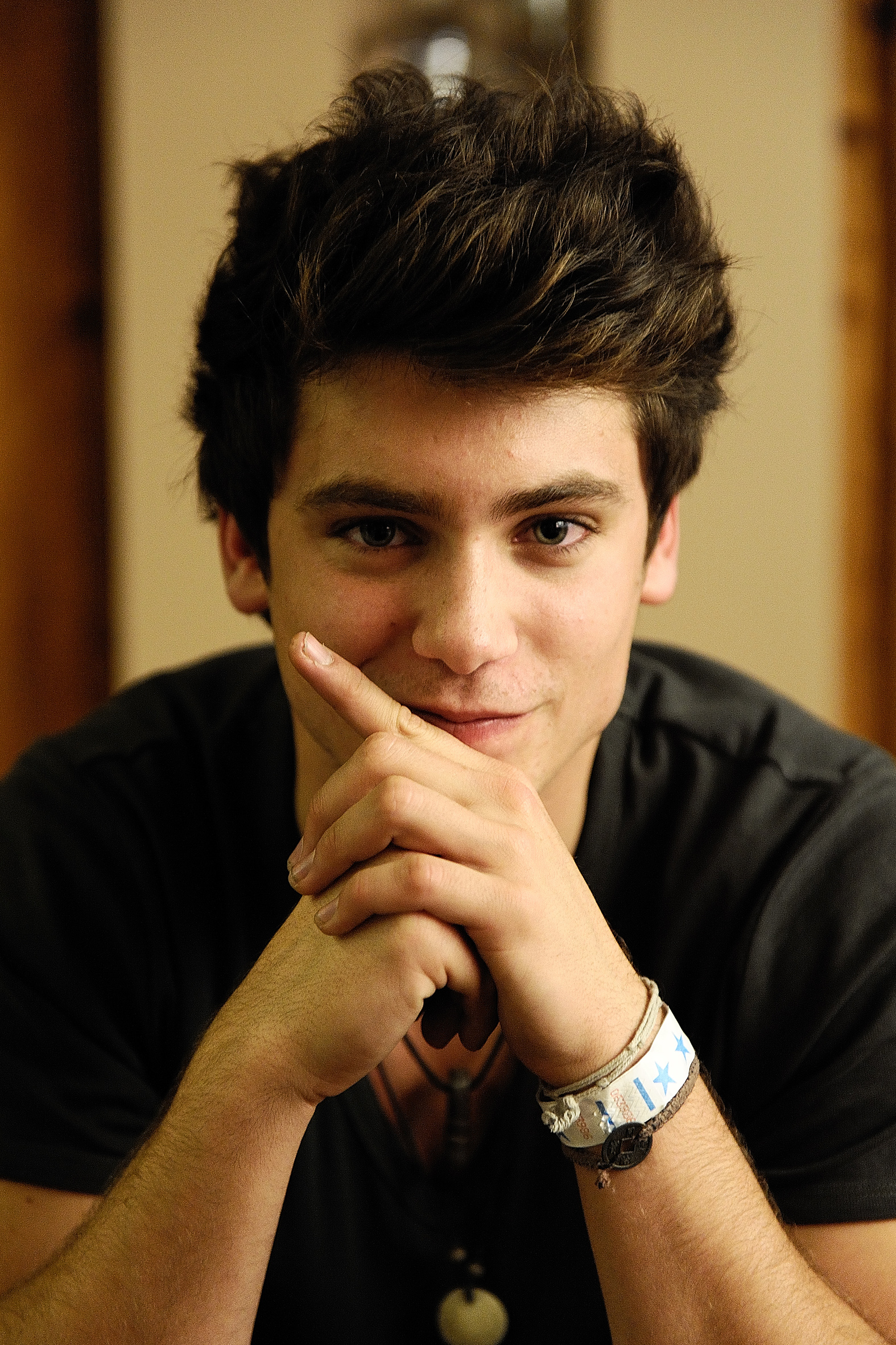
Bastien Baker en 2012.

Son premier single Lucky (produit et enregistré par Richard Meyer) sort en mars 2011 et rencontre rapidement un grand succès. Il sort en Suisse son premier album, Tomorrow May Not Be Better, le 9 septembre 2011. Dès la première semaine, l'album se positionne en troisième place des Swiss charts. L'album sort en France le 27 avril 2012.
Il crée une chanson spéciale We'll Follow You pour l’équipe de Suisse de Coupe Davis lors d'une discussion avec Stanislas Wawrinka. Il chante cette chanson pour la première fois en public le 11 février 2012 au Forum Fribourg. 
Bastian participe à l'album de Yvan Peacemaker sur le titre She's Got Me en featuring avec Rootwords & Karolyn.
Le 12 septembre 2012, son titre Lucky est ajouté à la playlist d'NRJ France.
En novembre 2012, il poste sur YouTube une reprise d'Hallelujah, de Leonard Cohen. Le succès est important. Les radios la diffusent. La chanson est intégrée à la tracklist d'une nouvelle édition de son album.
Le 23 novembre 2012 sort en Suisse l'album Noël's Room, en collaboration avec les chanteurs Stress et Noah Veraguth.
Le 27 septembre 2013 sort en Suisse son second album Too Old to Die Young, qui se positionne comme meilleure vente dans le pays.
En 2015, Bastian Baker se rend en Thaïlande, Australie, Canada, Chine, Brésil, Argentine, Chili, Royaume-Uni, Belgique, Singapour et Allemagne pour jouer, faire de la promo ou enregistrer. Il annonce la sortie de son 3e album pour l'automne 2015.
Le 14 février 2015, jour de la Saint-Valentin, Bastian Baker révèle un titre inédit intitulé True Love. Le titre est accompagné d’un clip et en duo avec Lauren Bay. Le single a été écrit par Bastian Baker et BJ Scott.
En mai 2015, Bastian Baker dévoile en live son single Everything We Do, lors d’un concert du groupe ZiBBZ, avec qui il l’a écrit à Los Angeles.
Le 6 novembre 2015, il sort l'album Facing Canyons porté par les singles Everything We Do, Planned It All, Tattoo On My Brain ou encore Ain’t No Love. Il entame une tournée de plus de 150 concerts sur 4 continents.
En mars 2017, Bastian Baker dévoile le single Five Fingers, qui a été enregistré à Londres et se pare d'un clip. Il s'agit du premier extrait de son quatrième album. Le site onstage explique que le chanteur dans cette chanson fait le « constat de ce que l’éloignement et la distance produit sur l’amitié et l’importance que c’est que d’être auprès de ses amis ». Il fait la première partie de la tournée Now world tour de Shania Twain en 2018.

## Concerts
- En avril 2011 : premier concert devant 3000 personnes au Caprices festival.
- Le 16 juillet 2011 : il se produit sur la scène off du Montreux Jazz Festival[12].
- En juillet 2012 : concert à l’auditorium Stravinski pendant le Montreux Jazz Festival.
- En décembre 2012 : concert à La Cigale à Paris.
- Le 24 avril 2013 : concert à l'Olympia à Paris.
- Juillet 2013 : Grande scène du Paléo Festival de Nyon.
- Le 20 octobre 2014 : il se produit à La Maroquinerie à Paris.
- Les 19, 20 et 21 décembre 2014 : il se produit à l’Auditorium Stravinski de Montreux pour le concert "Tous en chœur avec Bastian Baker", en lien avec la Fondation Le Solstice. Sa voix est portée par 200 choristes issus de formations et écoles de Montreux, Villeneuve, Sion et du Bouveret[13].

Tournée 2016-Facing Canyons
- Le 4 novembre 2016, Vienne (Autriche)
- Le 9 novembre 2016, Paris, Théâtre du Passage Vers les Étoiles
- Du 30 octobre au 20 novembre 2016, 10 dates de concert en Allemagne
- De mai 2018 à décembre 2018 : première partie de Shania Twain Now world tour

## Médiatisation

### Télévision
En avril 2012, il est invité à se produire dans l'émission de télévision française Taratata.
Le 13 août 2013, la RTBF le choisit pour faire partie des 4 coachs de The Voice Belgique aux côtés de Natasha St-Pier, Marc Pinilla et B.J. Scott. Il remplace Quentin Mosimann pour cette troisième saison de l’émission.
En octobre 2013, il présente l'émission people Glanz & Gloria sur la chaîne suisse SRF.

### Participation àDanse avec les stars
À l'automne 2012, il participe à la troisième saison de l'émission Danse avec les stars sur TF1, aux côtés de la danseuse Katrina Patchett, et termine septième de la compétition.
Bastian Baker a choisi de participer à l'émission pour s'ouvrir sur la France : « J'étais sceptique ! Les artistes qui y dansent sont souvent en bout de course. Moi je suis au début de ma carrière. » Les ventes d'albums ont augmenté (30 000 écoulés après l'émission), et le titre Hallelujah reprise de la chanson de Leonard Cohen est classé, au mieux, à la 18e place en France. « Le revers de l'expérience : ramer pour redevenir un artiste, et pour ne pas rester un people qui aurait eu une aventure avec telle ou telle vedette blonde ». Selon Raphaël Nanchen, le manager de Bastian Baker : « On a joué le jeu pour exister en France. Il y a un positionnement à modifier. Ce n'est pas le cas pour la Belgique, car il est arrivé là-bas par le biais de la musique. Mais la télévision est clairement un accélérateur ».

### Doublage
- 2022 : Les Minions 2 : Il était une fois Gru : Jean-Claude[17],[18]

## Ambassadeur

### Causes humanitaires et œuvres caritatives
- En décembre 2014, Bastian Baker est nommé par Didier Burkhalter ambassadeur de projet dans le cadre de l’initiative "Démocratie sans frontières", pilotée par la Direction du développement et de la coopération (DDC). Bastian Baker participera à la promotion d'une gestion durable du Bassin du Nil à travers la musique, l'éducation et l'innovation: "The Nile Project". Des musiciens issus de onze autres États traversés par le Nil participent à ce projet[19].

### Publicités et égérie pour des marques
Pendant longtemps, Bastian Baker a refusé d'incarner l'image d'une entreprise. Son manager Raphaël Nanchen a déclaré dans le magazine Bilan en 2013 : « Nous avons reçu des offres juteuses, où il pourrait se retrouver sur de grosses affiches. Mais nous préférons faire profil bas. Il faut penser à long terme et saisir l’opportunité qui sera vraiment porteuse pour le développement de la carrière de Bastian ».
- En mai 2014, Bastian Baker et Joël Dicker sont choisis comme ambassadeurs pour inaugurer un tramway de la compagnie aérienne Swiss à Genève. À cette occasion, deux autocollants géants à leur effigie ornent la carrosserie du tramway[21]. Pour fêter l'inauguration de la ligne Genève-Alger le 27 juin 2015, la compagnie aérienne a organisé un concert avec Bastian Baker dans les galeries du centre commercial City-2 d'Alger[22].
- Repéré par la marque horlogère suisse Omega lors des jeux olympiques d'hiver 2014 à Sotchi durant une performance musicale, Bastian Baker devient ambassadeur de la marque[23]. Il a customisé une énorme balle de golf visible à Crans-Montana, statue qui constitue un clin d'œil à l'Omega European Masters[24].
- Bastian Baker entame fin novembre 2014 une collaboration avec Heidi.com[25], une entreprise suisse spécialisée dans la confection de prêt-à-porter pour adultes hommes/femmes, fondée dans le canton de Neuchâtel en Suisse en 2004. Bastian Baker porte des vêtements de la marque lors de ses concerts et dans la vie de tous les jours. Il travaille avec la marque à la conception de séries limitées basées sur ses propres dessins. La marque développe tout son merchandising en contrepartie[26].

## Récompenses

### Prix
- Bastian Baker reçoit en décembre 2011 le prix du Mérite Villeneuvois 2011. Ce prix récompense chaque année un citoyen de la Commune de Villeneuve ayant su se faire connaître nationalement voire internationalement durant l'année écoulée.
- Le 3 mars 2012, Bastian Baker gagne un Swiss Music Awards dans la catégorie Best Breaking Act National (Révélation nationale de l’année)[27].
- Le 13 mai 2012, il reçoit le Prix Walo (en) du nouveau venu (Newcomer)[28].
- Le 7 février 2013, il reçoit le Swiss Music Award - Catégorie « Best Act Romandie » (Meilleur artiste romand).
- Le 1er mars 2013 : Swiss Music Award – « Best Album Urban National » (Meilleur album de musique urbaine) pour Noël’s Room (Universal Music) en trio avec Stress et Noah Veraguth.
- Le 24 octobre 2013 : MTV Europe Music Award – Catégorie « Best Swiss Act »
- Le 10 novembre 2013 : nommé au MTV Europe Music Awards – Catégorie « Best Europe Central Worldwide Act » (a perdu contre Lena)
- Le 1er décembre 2013 : élu L’Homme de l’année 2013 - Catégorie Culture - Magazine Bilan Luxe
- Le 11 janvier 2014 : nommé au Swiss of the Year Award - Catégorie « Show-business » (a perdu contre Stephan Eicher)
- Le 13 février 2014 : Swiss Music Award - Catégorie « Best Act Romandie » (Meilleur artiste romand) (vote public sur Internet entre le 29 janvier et le 7 février 2014). Autres nommés : Carrousel et Kadebostany.
- Le 7 mars 2014 : Swiss Music Award - Catégorie « Best Pop/Rock Album National » pour Too Old to Die Young. Autres nommés : Stiller Has (en) (Böses Alter) et Krokus (Dirty Dynamite)
- En mars 2014 : nommé aux World  Music Award - Catégorie « World’s Best Male Artist » meilleur artiste masculin, meilleur album, Best Live Act, meilleure chanson, meilleur artiste.
- Le 18 mai 2014 : Prix Walo du best album Pop/Rock pour Too Old to Die Young
- Le 12 février 2016, il est récompensé du prix « Best Act Romandie » et celui du meilleur artiste individuel masculin aux Swiss Awards[29].

### Disques de certification
- 2012 : Tomorrow May Not Be Better (album) – Suisse :  Platine (30.000 copies vendues)
- 2012 : I’d Sing for You (single) – Suisse :  Platine (30.000 copies vendues)
- 2012 : Hallelujah (single) – Suisse :  Platine (30.000 copies vendues)
- 2013 : Noël’s Room (album, Universal Music) – Suisse :  Or (10.000 copies vendues)
- 2013 : Too Old to Die Young (album) – Suisse :  Platine (30.000 copies vendues)[30]
- 2015 : Facing Canyons (album) - Suisse  Or (10.000 copies vendues)

## Perception de l'artiste et de son univers musical
En 2012, le quotidien suisse Le Temps écrit : « Avenant, naturel, sympathique, lucide, talentueux, déterminé et non dénué d’humour, il n'en a pas fallu davantage aux médias pour en faire une figure people chérie. Les épithètes flatteurs à son égard ont ainsi fleuri à vitesse grand V, le consacrant "phénomène" ou "révélation" 2011, grâce à une pop passe-partout mais jamais indigne, qui évoque le répertoire précédemment balisé par de célèbres voix britanniques telles James Blunt ou James Morrison ».
Après sa participation à l'émission Danse avec les stars, L'Express lui consacre un article : « Côté musique, sa gentille pop folk chantée en anglais contente nos oreilles. Guitare sèche et piano sont les alliés d'une voix légèrement nasillarde et encore trop appliquée qui manque un peu de maturité. Mais derrière son tube Lucky se cachent quelques ballades plus touchantes ».

## Discographie

### Singles
| Année | Titre                      | Albums                     |
| ----- | -------------------------- | -------------------------- |
| 2011  | Lucky                      | Tomorrow May Not Be Better |
| 2011  | I'd Sing For You           | Tomorrow May Not Be Better |
| 2011  | Tomorrow May Not Be Better | Tomorrow May Not Be Better |
| 2012  | Colorful Hospital          | Tomorrow May Not Be Better |
| 2012  | Nobody Should Die Alone    | Tomorrow May Not Be Better |
| 2012  | Hallelujah                 | Tomorrow May Not Be Better |
| 2013  | 79 Clinton Street          | Too Old to Die Young       |
| 2013  | Follow The Wind            | Too Old to Die Young       |
| 2013  | Dirty Thirty               | Too Old to Die Young       |
| 2014  | Leaving Tomorrow           | Too Old to Die Young       |
| 2015  | Everything We Do           | Facing Canyons             |
| 2015  | Tattoo On My Brain         | Facing Canyons             |
| 2016  | Planned It All             | Facing Canyons             |
| 2016  | Ain't no love              | Facing Canyons             |
| 2017  | Five Fingers               | -                          |

### Autres singles
- 2012 : She's Got Me (Yvan Peacemaker feat. Bastian Baker, Rootwords and Karolyn)
- 2012 : All My Life (en trio avec Stress et Noah Veraguth)
- 2012 : The Fake Book
- 2014 : Texas
- 2015 : Everything We Do[33]